# Macskafogó
Macskafogó es una película cómica de ciencia ficción y aventura animada húngara de 1986, dirigida por Béla Ternovszky y escrita por József Nepp. El título Cat City se utilizó en la distribución de los Estados Unidos. La película fue seleccionada como la entrada húngara a la Mejor Película en Lengua Extranjera en la 59.ª edición de los Premios Óscar, pero no fue nominada.

## Argumento
La película comienza con un texto de apertura de Star Wars, que explica la premisa de la película: en el año 80 AM (Anno Mickey Mouse), los ratones del Planeta X se ven amenazados por la humillación y el apocalipsis total. Las pandillas bien organizadas y totalmente equipadas de gatos malvados tienen como objetivo la destrucción total de los ratones, sin preocuparse por las viejas convenciones entre ratones y gatos. Pero en el último momento, cuando los líderes de los ratones comienzan a considerar abandonar el planeta, surge una nueva esperanza...
La película es una parodia de varios largometrajes famosos, principalmente la serie de James Bond. Cuenta la historia de un agente especial que es enviado a la ciudad de "Pokyo" para obtener los planos secretos de una máquina que podría salvar a la sociedad de los ratones. Por supuesto, los gatos no quieren que esto suceda y envían a algunos gánsteres de ratas para detenerlo, que no siempre resultan tan eficientes como parecen inicialmente.

## Secuela:Macskafogó 2. – A sátán macskája
La película se realizó con un presupuesto limitado de alrededor de 3 millones de dólares, con los personajes dibujados y animados a mano, mientras que los objetos y fondos se derivaron de modelos 3D y simulación por computadora. Se dice que el mundo visual de la película está influenciado por la trilogía Matrix y Sin City, pero suavizado para una audiencia más joven. El antiguo título provisional de Cat City 2 se mantuvo como subtítulo final: "Cat of Satan", que se traduciría literalmente como "El gato atigrado de los Baskerville" si se tradujera al inglés en su contexto original. El proyecto fue dirigido por el dúo original de Nepp y Ternovszky, quienes dirigieron la primera película.
La historia de Cat City 2 se centra en un periodista de investigación llamado Stanley Mouse, que quiere conocer la leyenda de una antigua "tribu de gatos" perdida en África. Los encuentra y mucho más, una vez más amenazando la existencia continua de la civilización del ratón. Sin embargo, el agente especial Grabowsky actuará para salvar el día. Se supone que los eventos tienen lugar unos 20 años después del primer episodio, ya que una de las celdas ya filtradas muestra el mecanismo Cat-Catcher titular oxidándose en un refugio, y un niño adulto de algún personaje aparece en la trama.
Estrenado el 20 de diciembre de 2007, en enero de 2008 estuvo entre los diez primeros de la taquilla húngara durante 6 semanas consecutivas.